# Lorna Byrne
Lorna Byrne (* 25. března 1953 Dublin ) je irská mystička a spisovatelka, autorka mezinárodních bestsellerů Andělé v mých vlasech (Angels in My Hair), Schody do nebe (Stairways to Heaven) a Andělské poselství naděje (A Message of Hope from the Angels).

## Život
Narodila se roku 1953 v Dublinu do chudé rodiny a již od svého nejútlejšího dětství prý viděla anděly a komunikovala s nimi. Když byla malá, myslela si, že je to normální a že tyto bytosti vidí každý. Později však zjistila, že tomu tak není a o andělech, které ji provázeli (jak jí to oni sami radili) nikomu neříkala. Dospělým její chování, kdy se nezajímala o fyzický svět kolem sebe, přišlo nenormální a považovali ji za mentálně zaostalou.
18. srpna 1975 se vdala za Joeho, přesně jak jí anděl Eliáš předpověděl. Joe měl však vážné zdravotní problémy, a tak žili se svými čtyřmi dětmi v chudobě. Když v roce 2000 manžel zemřel, zůstala Lorna s dětmi sama. Nyní žije na irském venkově.

## Díla
Kniha Andělé v mých vlasech (Angels in My Hair) je kronikou Lornina neobyčejného života. Popisuje v ní svá setkání s anděly a rozhovory s nimi. Na knize začala pracovat v roce 2003. V květnu 2008 kniha poprvé vyšla v Anglii a Irsku.
Nyní je už kniha přeložena do 27 jazyků, vyšla v 50 zemích světa  a prodalo se jí přes půl milionů kopií.
Ve Své druhé knize Schody do nebe (Stairways to Heaven) píše o vztahu lidské duše k tělu nebo například plánům, které má Bůh a andělé s lidstvem.
Jak oslovit anděly s prosbou, píše v nejnovějším, třetím díle Andělské poselství naděje (A Message of Hope from the Angels), kde zdůrazňuje sílu modlitby, lásky.
V Česku její knihy vydává nakladatelství Ikar.